# 모스크바 타임스
모스크바 타임스(영어: The Moscow Times 더 모스코 타임스[*])는 러시아 모스크바에서 1992년 이래 발간되고 있는 영어 신문이다.
2005년 말 발행 부수는 35,000 부에 도달했고 영어권에서 온 외국인들이 모이는 호텔, 카페, 식당 등에서 무료로 배포된다. 보통의 러시아인들은 이 신문을 읽지 않는다는 사실 덕분에 체첸 전쟁에서부터 언론 검열까지 다양한 주제에 대해 러시아 정부에 비판적인 입장을 유지할 수 있었다.
2005년까지 이 신문은 '인디펜던트 미디어'(Independent Media)라는 모스크바에 등록된 출판업체의 소유였다. 이 출판 업체는 러시아어 일간지와 몇 개의 대중적인 잡지의 러시아어판을 출판하는 곳이었다. 2006년초 네덜란드-핀란드 출판 그룹인 사노마(Sanoma)가 이 회사를 사들였다. 편집자는 AP통신 리포터 출신의 린 베리(Lynn Berry)이다.